# عبدالرحمان رحمونی
عبدالرحمان رحمونی (انگلیسی: Abderrahmane Rahmouni؛ ۱۳ ژانویه ۱۹۴۵ – ۲۳ اکتبر ۲۰۲۰) بازیکن فوتبال اهل تونس بود.
از باشگاه‌هایی که در آن بازی کرده‌است می‌توان به باشگاه فوتبال آفریقایی اشاره کرد.
وی همچنین در تیم ملی فوتبال تونس بازی کرده‌است.